# KSF Prespa Birlik
KSF Prespa Birlik är en fotbollsklubb från Malmö som grundades 1973. Klubben spelar sina hemmamatcher på Heleneholms IP.
Klubben har under de senaste åren gjort en snabb klättring i seriesystemet, då de gick från Division 5 till Division 1 mellan 2010 och 2016. Från och med säsongen 2018 spelar klubben i Division 2.
Klubben har även haft Sergej Prigoda, Agim Sopi och Zlatan Nalic som huvudtränare.

## Tabellplaceringar genom åren
| Säsong | Nivå | Division   | Avdelning         | Tabellplacering | Förändringar                         |
| ------ | ---- | ---------- | ----------------- | --------------- | ------------------------------------ |
| 2005   | 7    | Division 6 | Skåne Sydvästra A | 5               |                                      |
| 2006   | 8    | Division 6 | Skåne Sydvästra A | 1               | Uppflyttad till Division 5           |
| 2007   | 7    | Division 5 | Skåne Sydvästra   | 5               |                                      |
| 2008   | 7    | Division 5 | Skåne Sydvästra A | 8               |                                      |
| 2009   | 7    | Division 5 | Skåne Sydvästra   | 6               |                                      |
| 2010   | 7    | Division 5 | Skåne Sydvästra   | 2               | Uppflyttad till division 4, via kval |
| 2011   | 6    | Division 4 | Skåne Sydvästra   | 1               | Uppflyttad till division 3           |
| 2012   | 5    | Division 3 | Södra Götaland    | 2               | Uppflyttad till division 2, via kval |
| 2013   | 4    | Division 2 | Södra Götaland    | 6               |                                      |
| 2014   | 4    | Division 2 | Östra Götaland    | 11              |                                      |
| 2015   | 4    | Division 2 | Södra Götaland    | 1               | Uppflyttad till division 1           |
| 2016   | 3    | Division 1 | Södra             | 13              | Nedflyttad till division 2           |
| 2017   | 4    | Division 2 | Östra Götaland    | 5               |                                      |
| 2018   | 4    | Division 2 | Västra Götaland   | 10              |                                      |

## Kända spelare som tidigare representerat Prespa Birlik
- Labinot Harbuzi - före detta U21-landslagsman.
- Sadat Karim
- Bovar Karim
- Valentino Lai
- Tony Flygare
- Enis Bardhi - numera i La Liga Spaniens högsta liga, Levante UD